# نمط إسوي (مناعة)

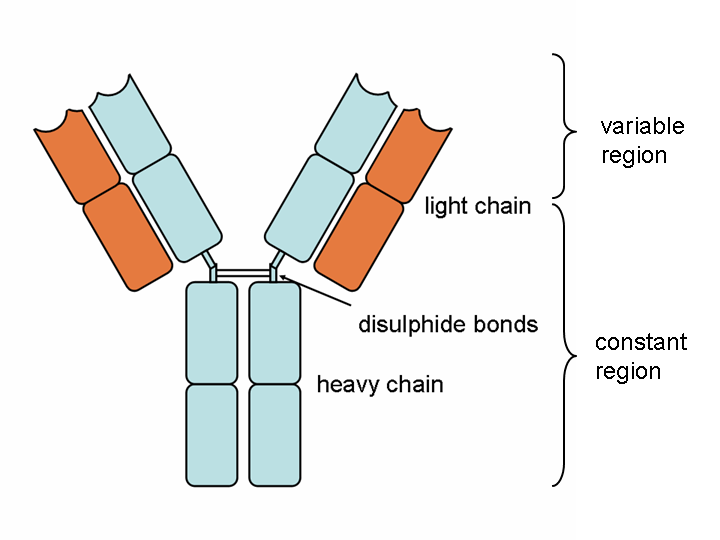

النمط الإسوي المناعي في علم المناعة يشير إلى الاختلافات الوراثية أو الاختلافات في المناطق الثابتة من السلاسل الثقيلة والخفيفة. والنمط الإسوي المناعي هو عادة ما يشير إلى أي من البروتينات/الجينات المتعلقة من عائلة جينية ما معينة. يوجد في البشر خمسة أنماط إسوية من السلسلة الثقيلة واثنان من السلسلة الخفيفة:
- السلسلة الثقيلة
  - α - IgA 1, 2
  - δ - IgD
  - γ - IgG 1, 2, 3, 4
  - ε - IgE
  - μ - IgM
- السلسلة الخفيفة
  - κ
  - λ